# Saut en hauteur féminin aux championnats du monde d'athlétisme 2015
Navigation
Moscou 2013 Londres 2017
L'épreuve du saut en hauteur féminin des championnats du monde d'athlétisme de 2015 s'est déroulée les 27 et 29 août de la même année, dans le Stade national et olympique de Pékin, en Chine, remportée par la Russe Mariya Kuchina.

## Records et performances

### Records
Les records du saut en hauteur femmes (mondial, des championnats et par continent) étaient, avant ces championnats de 2015, les suivants.  
| Records            | Athlète                               | Résultat | Lieu                                   | Date                            |
| ------------------ | ------------------------------------- | -------- | -------------------------------------- | ------------------------------- |
| du monde           | Stefka Kostadinova                    | 2,09 m   | Rome, Italie                           | 30 août 1987                    |
| des championnats   | Stefka Kostadinova                    | 2,09 m   | Rome, Italie                           | 30 août 1987                    |
| d'Afrique          | Hestrie Cloete                        | 2,06 m   | Paris, France                          | 31 août 2003                    |
| d'Asie             | Marina Aitova                         | 1,99 m   | Athènes, Grèce                         | 13 juillet 2009                 |
| d'Amérique du Nord | Chaunte Lowe                          | 2,05 m   | Des Moines, Iowa, États-Unis           | 26 juin 2010                    |
| d'Amérique du Sud  | Solange Witteveen                     | 1,96 m   | Oristano, Italie                       | 8 septembre 1997                |
| d'Europe           | Stefka Kostadinova                    | 2,09 m   | Rome, Italie                           | 30 août 1987                    |
| d'Océanie          | Vanessa Browne-Ward Alison Inverarity | 1,98 m   | Perth, Australie Ingolstadt, Allemagne | 12 février 1989 17 juillet 1994 |

### Meilleures performances de l'année 2015
Les athlètes les plus performantes de l'année sont, avant ces championnats (au 15 août 2015), les suivants.
|   | Athlète                    | Pays         | Résultat | Lieu          | Date                     |
| - | -------------------------- | ------------ | -------- | ------------- | ------------------------ |
| 1 | Anna Chicherova            | Russie       | 2,03 m   | Lausanne      | 9 juillet 2015           |
| 2 | Ruth Beitia                | Espagne      | 2,00 m   | Rome          | 4 juin 2015              |
| 2 | Mariya Kuchina             | Russie       | 2,00 m   | Monaco        | 17 juillet 2015          |
| 4 | Kamila Stepaniuk           | Pologne      | 1,98 m   | Cracovie      | 20 juillet 2015          |
| 5 | Blanka Vlašić              | Croatie      | 1,97 m   | Rome New York | 4 juin 2015 13 juin 2015 |
| 5 | Erika Kinsey               | Suède        | 1,97 m   | Tcheboksary   | 21 juin 2015             |
| 5 | Isobel Pooley              | Royaume-Uni  | 1,97 m   | Birmingham    | 4 juillet 2015           |
| 8 | Eleanor Patterson          | Australie    | 1,96 m   | Sydney        | 15 mars 2015             |
| 8 | Jeanelle Scheper           | Sainte-Lucie | 1,96 m   | Gainesville   | 3 avril 2015             |
| 8 | Vashti Cunningham          | États-Unis   | 1,96 m   | Edmonton      | 1er août 2015            |
| 8 | Marie-Laurence Jungfleisch | Allemagne    | 1,96 m   | Eberstadt     | 2 août 2015              |

## Médaillées
| Or             | Argent        | Bronze          |
| Mariya Kuchina | Blanka Vlašić | Anna Chicherova |

### Finale
| Rang               | Athlète                    | Pays         | Essais | Essais | Essais | Essais | Essais | Essais | Essais | Marque | Notes |
| Rang               | Athlète                    | Pays         | 1,88m  | 1,92m  | 1,95m  | 1,97m  | 1,99m  | 2,01m  | 2,03m  | Marque | Notes |
| ------------------ | -------------------------- | ------------ | ------ | ------ | ------ | ------ | ------ | ------ | ------ | ------ | ----- |
| Médaille d'or      | Mariya Kuchina             | Russie       | o      | o      | o      | o      | o      | o      | 3x     | 2,01 m | PB    |
| Médaille d'argent  | Blanka Vlašić              | Croatie      | o      | xo     | o      | o      | o      | o      | 3x     | 2,01 m | SB    |
| Médaille de bronze | Anna Chicherova            | Russie       | o      | -      | o      | xo     | o      | xo     | 3x     | 2,01 m |       |
| 4                  | Kamila Lićwinko            | Pologne      | o      | o      | o      | o      | o      | 3x     |        | 1,99 m | =NR   |
| 5                  | Ruth Beitia                | Espagne      | o      | o      | xo     | o      | o      | 3x     |        | 1,99 m |       |
| 6                  | Marie-Laurence Jungfleisch | Allemagne    | o      | o      | o      | x-     | xo     | 3x     |        | 1,99 m | PB    |
| 7                  | Jeanelle Scheper           | Sainte-Lucie | o      | o      | 3x     |        |        |        |        | 1,92 m |       |
| 8                  | Eleanor Patterson          | Australie    | xo     | o      | 3x     |        |        |        |        | 1,92 m |       |
| 9                  | Svetlana Radzivil          | Ouzbékistan  | o      | 3x     |        |        |        |        |        | 1,88 m |       |
| 9                  | Ana Simic                  | Croatie      | o      | 3x     |        |        |        |        |        | 1,88 m |       |
| 9                  | Mirela Demireva            | Bulgarie     | o      | 3x     |        |        |        |        |        | 1,88 m |       |
| 12                 | Doreen Amata               | Nigeria      | xo     | 3x     |        |        |        |        |        | 1,88 m |       |
| 12                 | Levern Spencer             | Sainte-Lucie | xo     | 3x     |        |        |        |        |        | 1,88 m |       |

### Qualification
Qualification : 1,94 m (Q) ou au moins les 12 meilleures performances (q).
| Place | Groupe | Athlète                    | Pays               | 1,80m | 1,85m | 1,89m | 1,92m | Marque | Notes |
| ----- | ------ | -------------------------- | ------------------ | ----- | ----- | ----- | ----- | ------ | ----- |
| 1     | B      | Ana Šimić                  | Croatie            | o     | o     | o     | o     | 1,92 m | q     |
| 1     | A      | Anna Chicherova            | Russie             | –     | o     | o     | o     | 1,92 m | q     |
| 1     | A      | Blanka Vlašić              | Croatie            | –     | o     | o     | o     | 1,92 m | q     |
| 1     | A      | Doreen Amata               | Nigeria            | o     | o     | o     | o     | 1,92 m | q     |
| 1     | A      | Levern Spencer             | Sainte-Lucie       | o     | o     | o     | o     | 1,92 m | q     |
| 1     | B      | Mariya Kuchina             | Russie             | o     | o     | o     | o     | 1,92 m | q     |
| 1     | A      | Marie-Laurence Jungfleisch | Allemagne          | o     | o     | o     | o     | 1,92 m | q     |
| 1     | B      | Ruth Beitia                | Espagne            | –     | o     | o     | o     | 1,92 m | q     |
| 9     | B      | Eleanor Patterson          | Australie          | –     | o     | xo    | o     | 1,92 m | q     |
| 9     | B      | Kamila Lićwinko            | Pologne            | –     | o     | xo    | o     | 1,92 m | q     |
| 11    | B      | Jeanelle Scheper           | Sainte-Lucie       | o     | o     | xxo   | o     | 1,92 m | q     |
| 12    | B      | Mirela Demireva            | Bulgarie           | o     | xo    | o     | xo    | 1,92 m | q     |
| 13    | B      | Svetlana Radzivil          | Ouzbékistan        | o     | o     | xo    | xxo   | 1,92 m | q     |
| 14    | A      | Airinė Palšytė             | Lituanie           | o     | o     | o     | 3x    | 1,89 m |       |
| 14    | A      | Morgan Lake                | Royaume-Uni        | o     | o     | o     | 3x    | 1,89 m |       |
| 14    | B      | Oksana Okuneva             | Ukraine            | o     | o     | o     | 3x    | 1,89 m |       |
| 14    | B      | Sofie Skoog                | Suède              | o     | o     | o     | 3x    | 1,89 m |       |
| 18    | A      | Erika Kinsey               | Suède              | o     | xo    | o     | 3x    | 1,89 m |       |
| 19    | B      | Isobel Pooley              | Royaume-Uni        | o     | o     | xo    | 3x    | 1,89 m |       |
| 19    | B      | Oldřiška Marešová          | Tchéquie           | o     | o     | xo    | 3x    | 1,89 m |       |
| 21    | A      | Lissa Labiche              | Seychelles         | o     | xo    | xxo   | 3x    | 1,89 m |       |
| 22    | B      | Priscilla Frederick        | Antigua-et-Barbuda | o     | o     | 3x    |       | 1,85 m |       |
| 23    | A      | Iryna Gerashchenko         | Ukraine            | xo    | o     | 3x    |       | 1,85 m |       |
| 24    | B      | Yuliya Levchenko           | Ukraine            | o     | xo    | 3x    |       | 1,85 m |       |
| 25    | A      | Eleriin Haas               | Estonie            | o     | xxo   | 3x    |       | 1,85 m |       |
| 26    | A      | Zheng Xingjuan             | Chine              | o     | 3x    |       |       | 1,80 m |       |
| 26    | B      | Barbara Szabó              | Hongrie            | o     | 3x    |       |       | 1,80 m |       |
| 28    | A      | Venelina Veneva-Mateeva    | Bulgarie           | xo    | 3x    |       |       | 1,80 m |       |
| -     | A      | Chaunté Lowe               | États-Unis         | 3x    |       |       |       | NM     |       |
| -     | A      | Valentina Liashenko        | Géorgie            | 3x    |       |       |       | NM     |       |

## Légende
- Hauteur de sauts atteinte (en mètres) :
  - o : dès le 1er essai
  - xo : au 2e essai
  - xxo : au 3e essai
- 3 X : hauteur non atteinte au terme de 3 essais au maximum

Records et Performances
- AR : Record continental (area record)
- CR : Record des championnats (championship record)
- MR : Record du meeting (meet record)
- NR : Record national (national record)
- OR : Record olympique (olympic record)
- PR : Record paralympique (paralympic record)
- PB : Record personnel (personal best)
- SB : Meilleure performance personnelle de la saison (season's best)
- WL : Meilleure performance mondiale de l'année (world leader)
- WJR : Record du monde junior (world junior record)
- WR : Record du monde (world record)

Circonstances et Conditions
- DNF : N'a pas terminé (did not finish)
- DNS : N'a pas pris le départ (did not start)
- DQ : Disqualification (disqualification)
- NM : Aucun essai valable enregistré (No Mark)
- Q : Qualifié « directement » au prochain tour (ou à la prochaine compétition), lors d'une compétition majeure, grâce au classement ou à la réalisation des minima (automatic qualifier)
- q : Qualifié au prochain tour (ou à la prochaine compétition), lors d'une compétition majeure, grâce au repêchage ou à la réalisation de l'une des meilleures performances parmi celles des « non qualifiés directement » (grâce au meilleur temps ou à la meilleure distance par exemple) (secondary qualifier)